# Indocalamus petelotii
Indocalamus petelotii là một loài thực vật có hoa trong họ Hòa thảo. Loài này được (A.Camus) Ohrnb. mô tả khoa học đầu tiên năm 1996.